# Markus Nestroy
Markus Nestroy (* 14. Juli 1979 in Graz) ist ein österreichischer Kameramann.

## Leben
Markus Nestroy wurde als Ururgroßneffe des österreichischen Schauspielers und Dramatikers Johann Nepomuk Nestroy geboren. Sein Vater ist der Bodenkundler Othmar Nestroy. Nach seiner Matura am Gymnasium Lichtenfelsgasse in Graz studierte er Psychologie und Medien an der Universität Graz und begann, innerhalb des Studiums erste Kurzfilme zu drehen. Parallel dazu studierte er an der Akademie für angewandte Photographie unter der Leitung von Herman Herzele und Zeitgenössischen Tanz unter der Leitung von Mona May. Es folgte ein Schauspielstudium von 2001 bis 2005 an der Anton Bruckner Privatuniversität in Linz sowie von 2006 bis 2012 ein Kamerastudium an der Filmakademie Baden-Württemberg. Während dieser Zeit drehte er zahlreiche Kurzfilme, darunter den von Martin Schreier geschriebenen und inszenierten The Night Father Christmas Died, der für den Studenten-Oscar 2010 nominiert wurde.
2013 hatte sein erster Langspielfilm Robin Hood von Martin Schreier auf dem Filmfestival Max Ophüls Preis Premiere. 2015 erschien der Dokumentarfilm Above and Below unter der Regie von Nicolas Steiner, der auf zahlreichen internationalen Festivals lief und sowohl den Schweizer – als auch den Deutschen Filmpreis als bester Dokumentarfilm und für die beste Bildgestaltung gewann. 2016 kam Unsere Zeit Ist Jetzt in die Kinos, bei dem er Til Schweiger kennenlernte. Im selben Jahr drehte Markus unter der Regie von Til Schweiger Conni & Co 2 und im selben Jahr Hot Dog mit Til Schweiger und Matthias Schweighöfer in den Hauptrollen unter der Regie von Torsten Künstler. 
Danach folgte Fack ju Göhte 3 von Bora Dagtekin. 2020 startete die Serie Freud unter der Regie von Marvin Kren auf Netflix und im ORF.
Markus Nestroy ist mit Judith Nestroy-Schöll verheiratet und lebt in Berlin.

## Filmografie
Spielfilme/Serien:
- 2013: Robin Hood (TV) (Regie: Martin Schreier) (lief im TV unter dem Titel „Zahltag - Nicht mit uns!“)
- 2015: Ein Sommer im Burgenland (TV) (Regie: Karola Meeder)
- 2016: Unsere Zeit ist jetzt (Kino) (Regie: Martin Schreier)
- 2017: Conni & Co 2 – Das Geheimnis des T-Rex (Kino) (Regie: Til Schweiger)
- 2017: Fack ju Göhte 3 (Regie: Bora Dagtekin)
- 2017: Whatever Happens (Regie: Niels Laupert)
- 2018: Hot Dog (Regie: Torsten Künstler)
- 2020: Freud (Fernsehserie; Regie: Marvin Kren)
- 2021: Dig Deeper – Das Verschwinden von Birgit Meier (Fernsehserie; Regie: Nicolas Steiner)
- 2022: Die Känguru-Verschwörung
- 2022: Tatort: Das Opfer
- 2024: 60 Minuten (Netflixfilm; Regie: Oliver Kienle)
- 2025: Sie glauben an Engel, Herr Drowak?

Dokumentarfilme:
- 2011: Kampf der Königinnen (Regie: Nicolas Steiner)
- 2015: ABOVE AND BELOW (Regie: Nicolas Steiner)

Kurzfilme:
- 2006: Wunden (Regie: Martin Schreier)
- 2007: Anzhelina (Regie: Martin Schreier)
- 2007: Das Leben ist kurz (Regie: Johanna Bentz)
- 2008: Made in Germany (Regie: Falk Peplinski)
- 2009: 10 Minutes à Paris (Regie: Kolya Reichart)
- 2010: The Night Father Christmas Died (Regie: Martin Schreier)
- 2011: Kabul ist kein Krieg (Regie: Stefan Schaller)
- 2013: Die Rechte Hand (Regie: Anne Zohra Berrached)
- 2013: In die Innereien (Regie: Nicole Vögele)

## Auszeichnungen
- 2022: Deutscher Kamerapreis Beste Kamera / Dokumentation / Doku-Serie
- 2016: Deutscher Filmpreis Beste Kamera/Bildgestaltung für Above and Below[1]
- 2025: Internationales Filmfestival Shanghai Beste Kamera für Sie glauben an Engel, Herr Drowak?[2]